# Hartsporing
Hartsporing (Ceriporiopsis resinascens) är en svampart som först beskrevs av Lars Gunnar Torgny Romell, och fick sitt nu gällande namn av Domanski 1963. Enligt Catalogue of Life ingår Hartsporing i släktet Ceriporiopsis,  och familjen Phanerochaetaceae, men enligt Dyntaxa är tillhörigheten istället släktet Ceriporiopsis,  och familjen Hapalopilaceae. Arten är reproducerande i Sverige. Utöver nominatformen finns också underarten pseudogilvescens.